# Jlamprang (Bawang)
Jlamprang is een bestuurslaag in het regentschap Batang van de provincie Midden-Java, Indonesië. Jlamprang telt 1495 inwoners (volkstelling 2010).